# جنرال ستافورد
جنرال ستافورد (بالإنجليزية: General Stafford)‏ هو لاعب كرة قاعدة أمريكي، ولد في 30 يناير 1868 في Thompson, Connecticut ‏ في الولايات المتحدة، وتوفي في 18 سبتمبر 1923 في ورسستر في الولايات المتحدة.

## وصلات خارجية
- جنرال ستافورد على موقعبيزبول رفرنس.كوم (الدوري الرئيسي) (الإنجليزية)
- جنرال ستافورد على موقعبيزبول رفرنس.كوم (الدوري الثانوي) (الإنجليزية)